# آنتوان گرابوفسکی

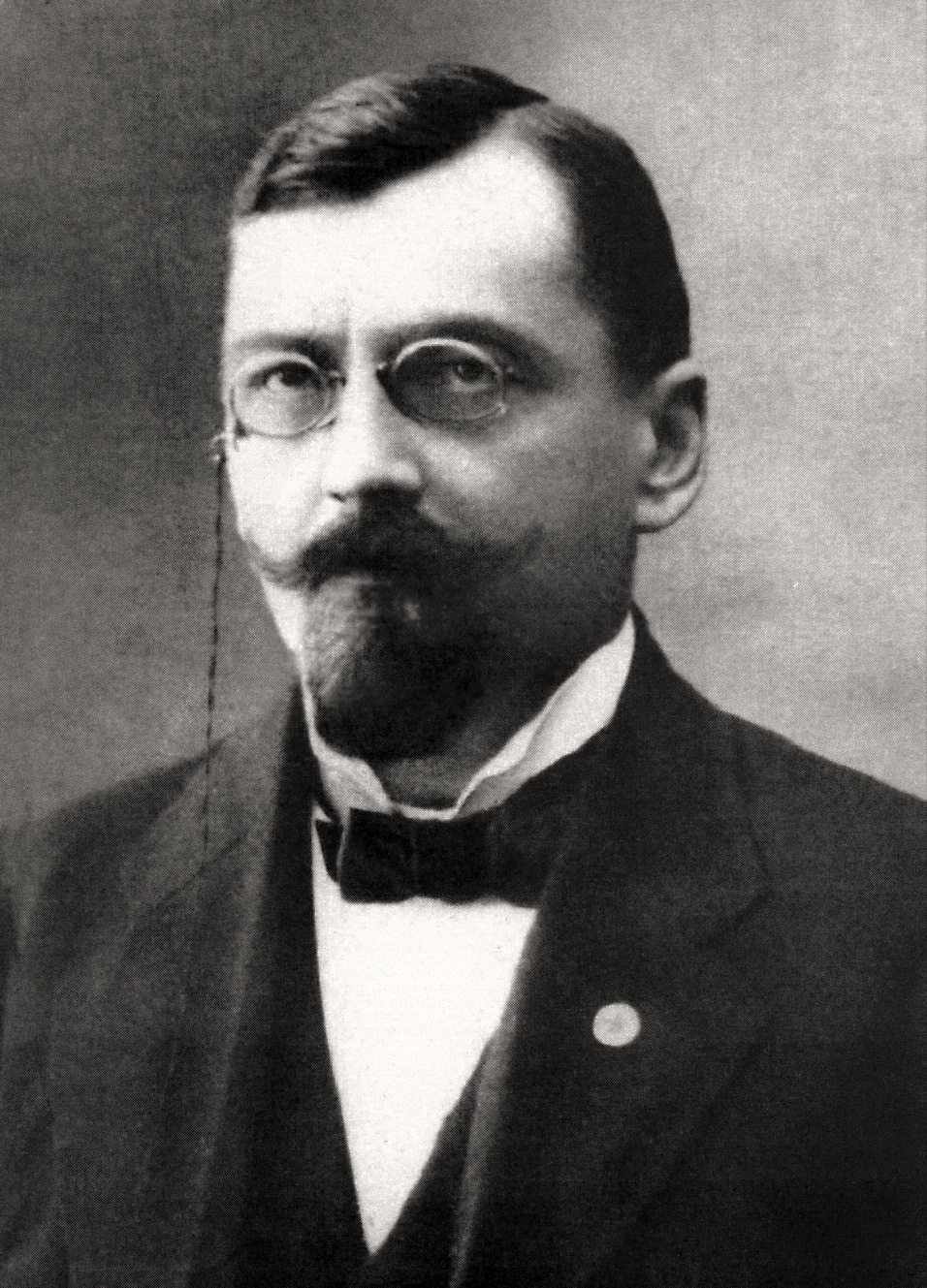
پرتره‌ای از آنتوان گرابوفسکی، دانشمند لهستانی

آنتوان گرابوفسکی (به لهستانی:  Antoni Grabowski) (زاده ۱۸۵۷ - درگذشته ۱۹۲۱) شیمی‌دان، زبانشناس و از پیشگامان تکامل زبان اسپرانتو می‌باشد. از وی با عنوان پدر ادبیات اسپرانتو نیز یاد شده است.
سالهای پایانی زندگی گرابوفسکی مقارن با جنگ جهانی اول بود و فرار اعضای خانواده وی به روسیه، گرابوفسکی را در دام زندگی سخت و محقرانه‌ای قرار داد بگونه‌ای که درمان مناسبی برای بیماری قلبی وی صورت نمی‌پذیرفت و سرانجام در سال ۱۹۲۱ بر اثر سکته قلبی چشم از جهان فرو بست. با این حال گرابوفسکی تا واپسین ایام زندگی خویش به توسعه و تکامل ادبیات اسپرانتو همت گمارد.